# Eslaframina
La eslaframina es una micotoxina alcaloidal indolizidínico que generalmente provoca salivación en la mayoría de los animales. Por lo general se produce por el hongo Rhizoctonia leguminicola. Esta especie es un fitopatógeno  común del trébol rojo (Trifolium pratense) que causa la enfermedad de parche negro en la planta.  Distintas condiciones ambientales tales como calor, poca iluminación y humedad promueven el crecimiento del hongo Rhizoctonia leguminicola. El forraje a base de leguminosas contaminado con eslaframina causa la intoxicación por eslaframina en el ganado. 

## Historia
A finales de los años 1940 y 1950, varias estaciones experimentales agrícolas revelaron brotes de salivación en el ganado del medio oeste de Estados Unidos. En 1956, el primer caso de contaminación por hongos de trébol rojo con Rhizoctonia leguminicola fue documentado. Se asoció esta enfermedad  con el consumo del pasto con parche negro. La mayoría de estos casos estaban asociados con la alimentación a base de heno de trébol rojo. Otro brote grave de "síndrome de salivación"  se produjo en una manada de caballos en el otoño de 1979 cerca de High Point, Carolina del Norte. Esto fue causado por un cargamento de alta calidad de forraje a base de trébol rojo.

## Metabolismo
El hígado es el sitio principal de metabolismo de la eslaframina donde se ha sugerido que la eslaframina se metaboliza en el hígado por un oxidasa microsomal flavoproteínica, en donde oxida a la unión nitrógeno-carbono para formar la sal cuaternaria de (Figura 2).

Figura 2: Activación de la eslafranina en el hígado

## Toxicidad

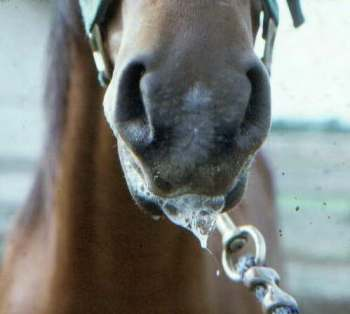
Figura 3: Caballo intoxicado con eslaframina

En los caballos, salivación excesiva es normalmente la primera señal de la exposición de la eslaframina (Figura 3). Los signos se desarrollan dentro de horas de exposición. Los signos clínicos de intoxicación por eslaframina son: salivación excesiva, lagrimeo, rechazo del alimento, hinchazón, rigidez en las articulaciones, diarrea y pérdida de peso.
Los signos clínicos de toxicidad slaframine son similares en todas las especies. Cuando los animales son alimentados con forraje contaminado con eslaframina presentan los mismos síntomas. El experimento muestra que una dosis única de eslaframina produce salivación durante 6-10 horas. Sin embargo, los animales clínicamente afectados pueden salivar por varios días debido a que se alimentan con forrajes contaminados continuamente con eslaframina. Varios otros animales como ovejas, cerdos y conejillos de Indias sufren de hiperventilación y cianosis. Es emético en cerdos además de que provoca disnea y colapso con rigidez de los  miembros pélvicos.

## Diagnosis y tratamiento
Generalmente, el diagnóstico de la toxicidad de la eslaframine se realiza mediante la observación de los signos clínicos (salivación) en los animales alimentados con leguminosas forrajeras, tales como el trébol rojo. Otras pruebas, como aislar en cultivos para identificar al hongo Rhizoctonia leguminicola en el forraje. Aunque el análisis químico para eslaframina normalmente no es necesario, se pueden llevar a cabo procedimientos cromatográficos para detectar la toxina en heno, plasma, o de la leche. En los casos graves, la atropina puede ser útil para contrarrestar los efectos parasimpaticomiméticos de la eslaframina.